# باني (أسطورة)

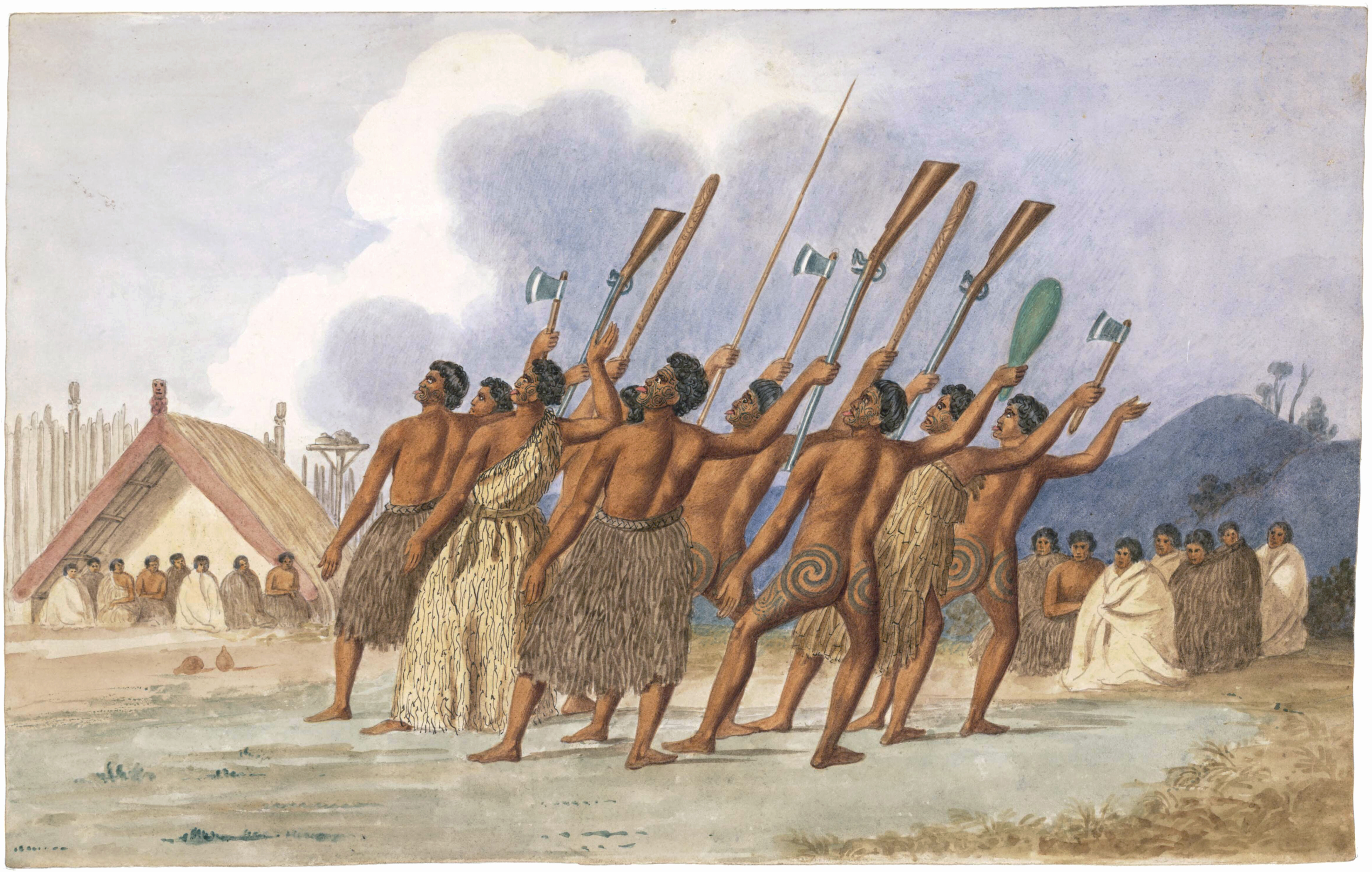
رقصة الحرب

باني (بالإنجليزية: Pani)‏ في ميثولوجيا شعب الماوري باني هي ربة الإنبات عند شعب الماوري.